# Fakultní nemocnice Královské Vinohrady
Fakultní nemocnice Královské Vinohrady je zdravotnické zařízení v pražské městské čtvrti Vinohrady, které představuje soubor specializovaných klinik, oddělení, ústavů, lékárny, heliportu a dalších budov poskytujících preventivní, diagnostickou a ambulantní léčebnou péči obyvatelstvu, stejně jako vzdělávání zdravotníků a lékařů. Je také klinickou a preklinickou výukovou bází posluchačům 3. lékařské fakulty Univerzity Karlovy a postgraduálního doktorského studia v biomedicíně. Nachází se v sousedství Státního zdravotního ústavu.

## Historie
Rozhodnutí o založení nemocnice padlo na pražském zastupitelstvu v červenci 1897. Hlavním projektantem stavby byl architekt Karel Horák spolupracující s odborným lékařským konzultantem MUDr. Václavem Michalem. K otevření nemocnice se 103 lůžky došlo 11. května 1902. Prvními primáři interního a chirurgického oddělení se stali internista MUDr. Erazim Vlasák a chirurg MUDr. Václav Michal. Následujícího roku pracoviště obdrželo tzv. právo veřejnosti (zákonem č. 129), kterým získalo oficiální název Všeobecná veřejná nemocnice císaře a krále Františka Josefa I., okresu Vinohradského a Žižkovského. V roce 1910 došlo k zahájení provozu infekčního pavilónu, v té době zde bylo 328 lůžek.

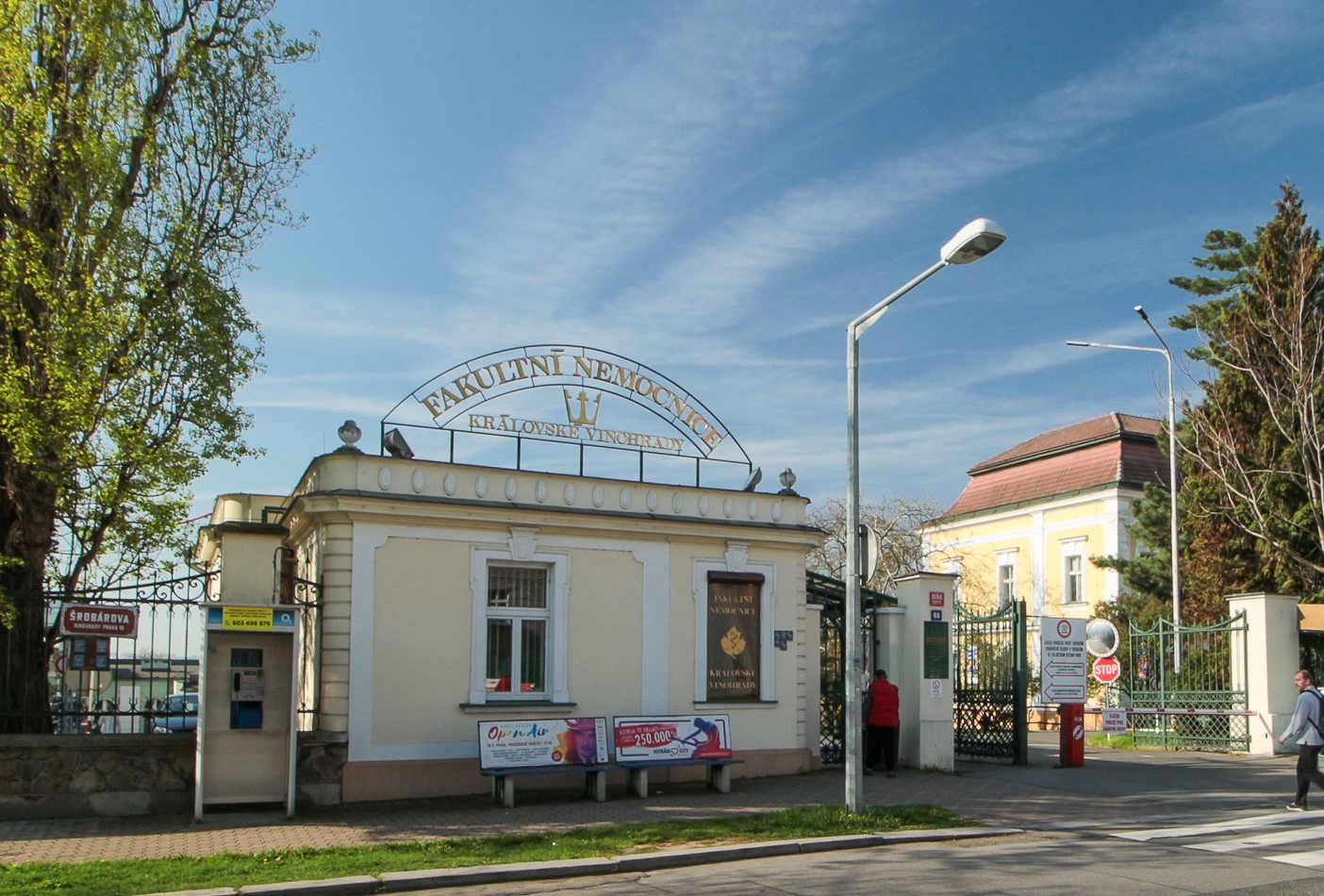
Vjezd do areálu FN Královské Vinohrady ze Šrobárovy ulice

První světová válka zapříčinila vznik značných finančních ztrát, a proto se nemocnice stala v roce 1921 jediným státním zařízením takového typu v Čechách, řízeným přímo ministerstvem zdravotnictví pod názvem Všeobecný veřejný státní ústav léčebný. Za první republiky došlo k jejímu stavebnímu rozvoji a navázání spolupráce s pražskou lékařskou fakultou na habilitačních a jmenovacích řízeních. K roku 1936 vykazovala 599 lůžek a následujícího roku došlo k zahájení činnosti moderního chirurgického pavilónu (H), jehož kapacita byla 219 lůžek.
Po vzniku Lékařské fakulty hygienické Univerzity Karlovy v roce 1953 se nemocniční areál stal výukovou bází posluchačům této fakulty. V roce 1952 zde byla zřízena Dětská klinika.
Nemocnice poskytuje léčebnou péči spádové oblasti občanů z Prahy 10, 3, 4 a okresu Praha-východ. Existují zde specializovaná pracoviště jako například Klinika popáleninové medicíny nebo Klinika plastické chirurgie, které zajišťují léčbu pro celou republiku.
K roku 2022 pracovalo ve fakultní nemocnici 774 lékařů. Pracoviště disponovala 1 113 lůžky, z toho 194 na jednotkách intenzivní péče. Hospitalizováno bylo 34 859 případů, provedeno 1 066 330 ambulantních ošetření a 23 077 operací.

## Pracoviště
- Interní obory
  - Hematologická klinika
  - Interní klinika
  - Kardiologická klinika
  - Dermatovenerologická klinika
  - Klinika dětí a dorostu

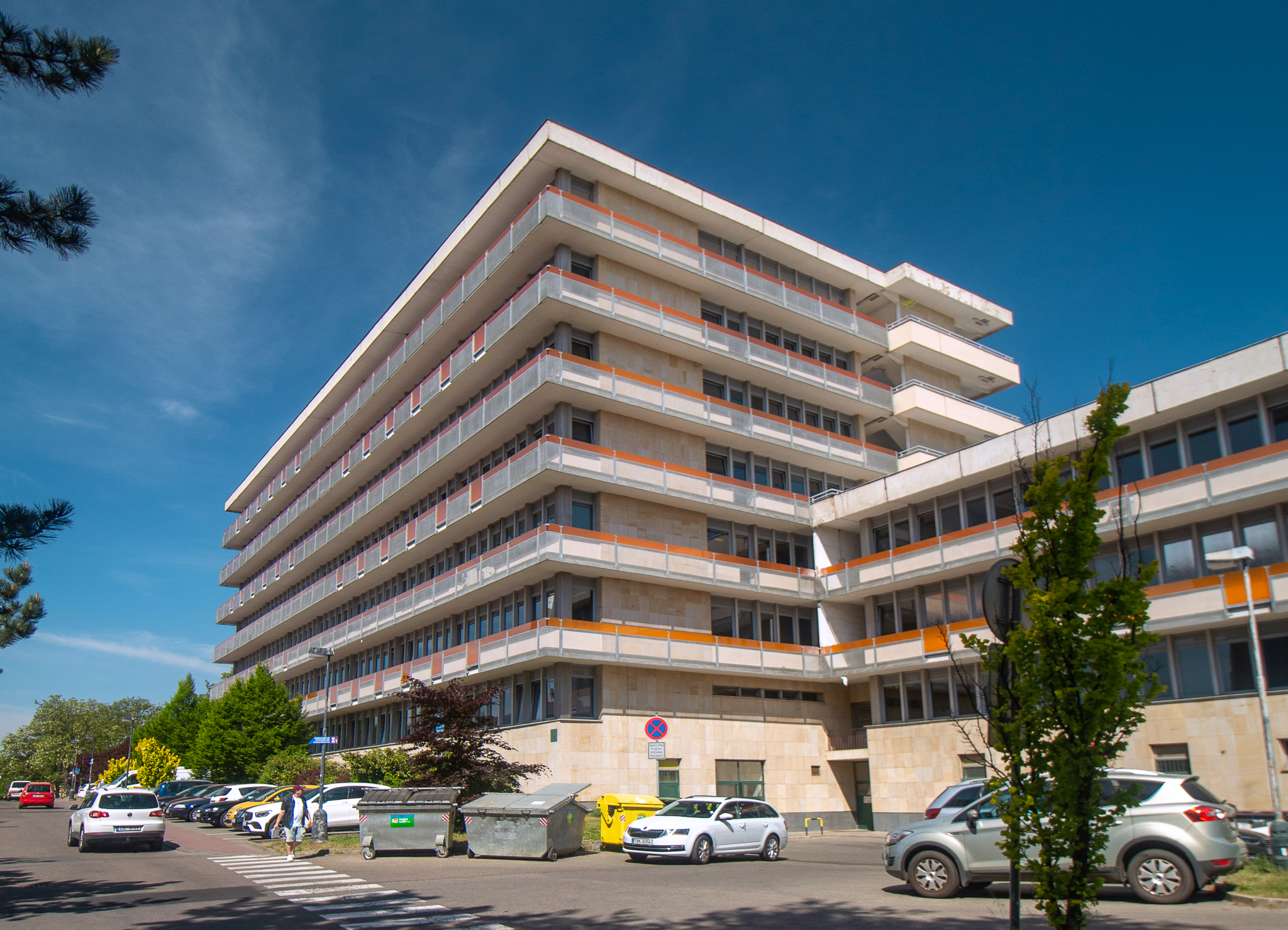
Moderní budova pavilonu N, sídla klinik plastické chirurgie, popáleninové medicíny, stomatologie a části interní kliniky

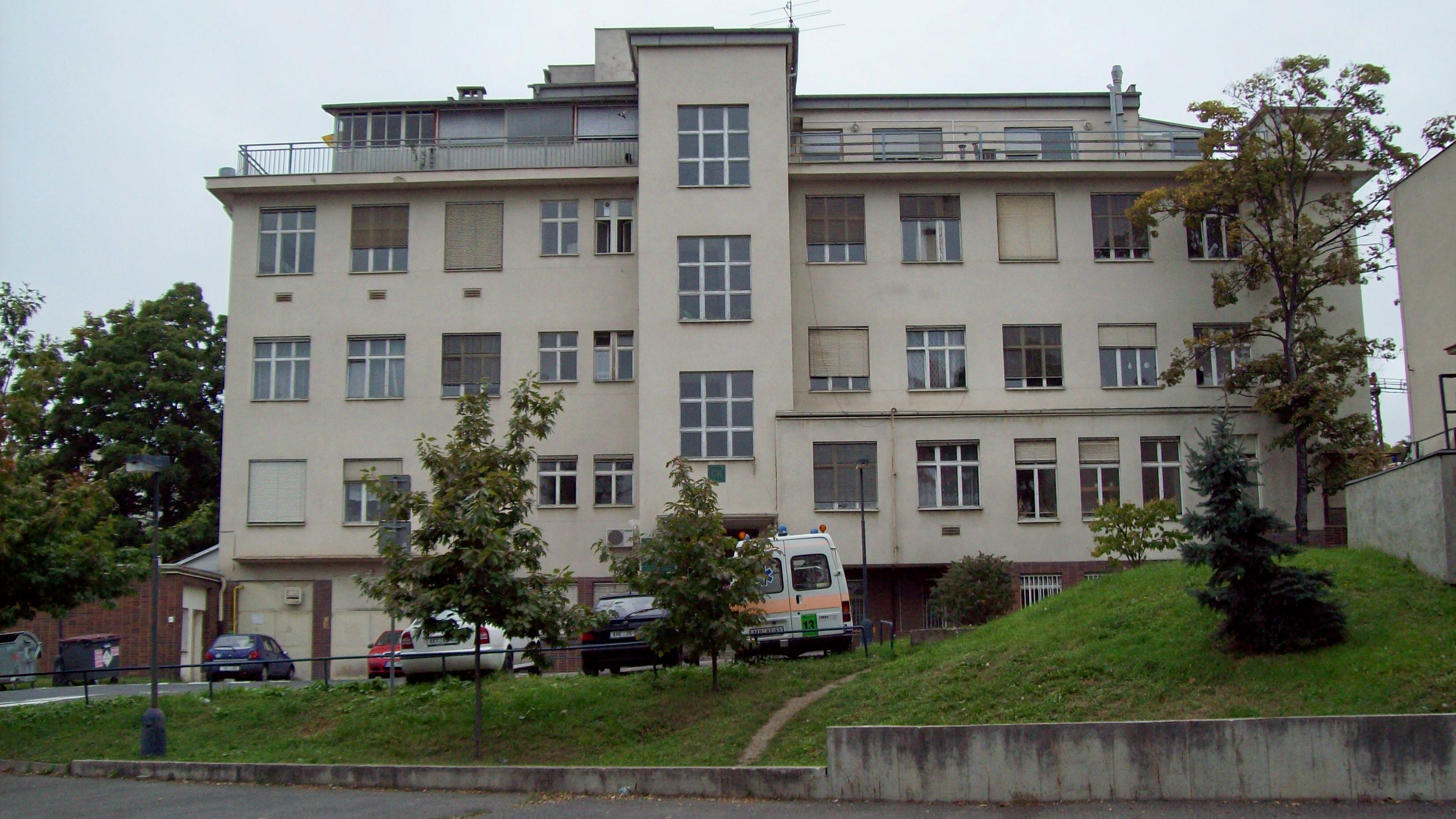
Pavilon CH: Ústav patologie, Ústav lékařské mikrobiologie, výukové centrum Ústavu anatomie a Ústav soudního lékařství

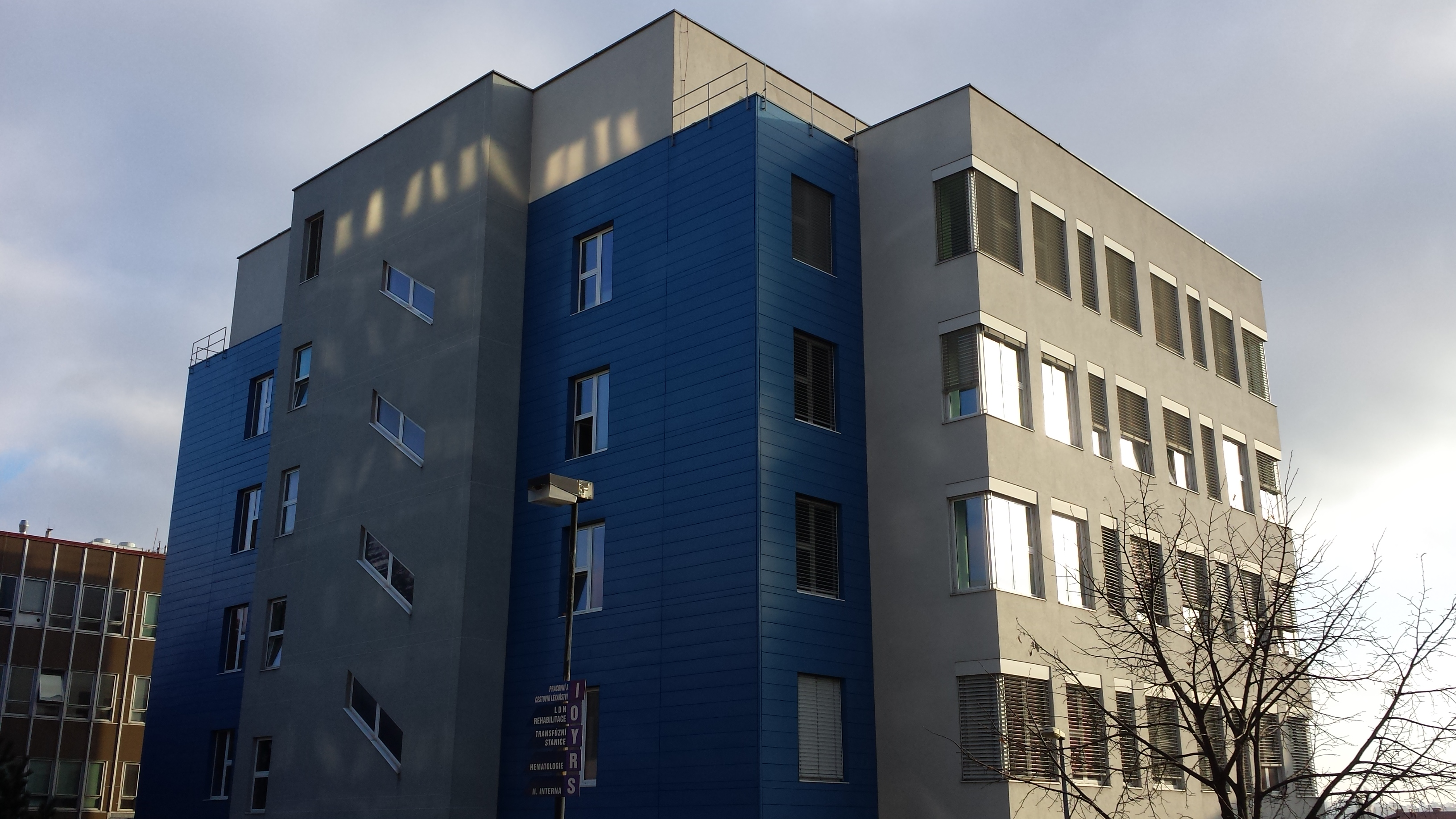
Pavilon S1: Neurochirurgická klinika a interní klinika

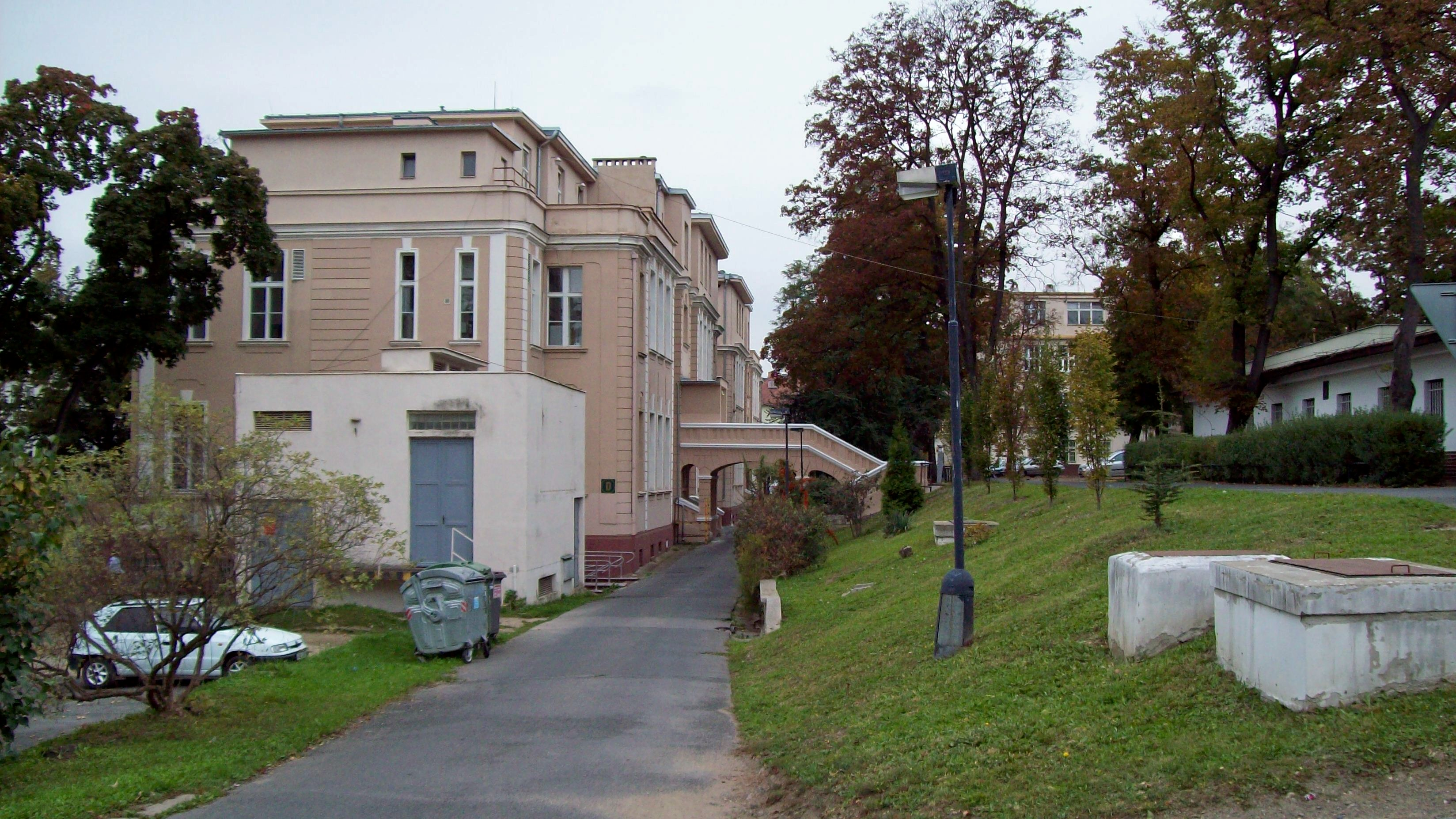
Pavilon D2 (vlevo): Dermatovenerologická klinika a za ni Gynekologicko-porodnická klinika. Pavilon G (vzadu): Centrální laboratoře, dříve I. interní klinika; Pavilon K (vpravo): Centrální odběrové místo a výuková báze biochemie 3. LF UK

  - Klinika pracovního a cestovního lékařství
  - Klinika rehabilitačního lékařství
  - Léčebna pro dlouhodobě nemocné
  - Neurologická klinika
  - Oddělení alergologie a klinické imunologie
  - Oddělení psychiatrie
  - Oddělení klinické psychologie
  - Onkologická klinika

- Chirurgické obory
  - Gynekologicko-porodnická klinika
  - Chirurgická klinika
  - Kardiochirurgická klinika
  - Klinika anesteziologie a resuscitace
  - Klinika plastické chirurgie
  - Klinika popáleninové medicíny
  - Neurochirurgická klinika
  - Oftalmologická klinika
  - Ortopedicko-traumatologická klinika
  - Otorinolaryngologická klinika
  - Stomatologická klinika
  - Urologická klinika

- Specifická centra
  - Diabetologické centrum
  - Gastrocentrum
  - Kardiocentrum
  - Klinická farmacie
  - Komplexní onkologické centrum
  - Obezitologické centrum
  - Onkogynekologické centrum
  - Osteologické centrum
  - Paliativní péče
  - Centrum vysoce specializované cerebrovaskulární péče (diagnostika a léčba iktů)
  - Centrum pro diagnostiku a léčbu demyelinizačních onemocnění (diagnostika a léčba roztroušené sklerózy)
  - Centrum vysoce specializované hematoonkologické péče pro dospělé

- Obory komplementu
  - Diabetologické centrum
  - Centrální laboratoře
  - Klinika radiologie a nukleární medicíny
  - Transfuzní oddělení
  - Ústav patologie
  - Ústav soudního lékařství
  - Ústavní lékarna

## Sídlo
Fakultní nemocnice Královské Vinohrady

Šrobárova 50

100 34 Praha 10